# Сюрікендзюцу
Сюрікéндзюцу (яп. 手裏剣術, латиніз. Shuriken-jutsu, досл. «Мистецтво метання клинків») — традиційне японське бойове мистецтво, що спеціалізується на техніці метання спеціальних метальних снарядів — сюрікенів. Це одне з доповнюючих мистецтв у системах будо та ніндзюцу, яке існувало поряд із мечовим боєм (кендзюцу) та іншими видами бойових мистецтв Японії.

## Історія
Походження сюрікендзюцу сягає середньовічної Японії (приблизно XIV–XVII ст.). Техніки метання сюрікенів розвивалися в межах багатьох шкіл рю (традиційних шкіл бойових мистецтв), зокрема:
- Katori Shinto Ryu,
- Yagyu Shinkage Ryu,
- Higo Ko-ryu,
- Negishi Ryu Shurikenjutsu,
- Meifu Shinkage Ryu.

Сюрікени використовувалися не лише як зброя для нанесення ран, але й для відволікання уваги, створення перешкод чи психологічного впливу на супротивника.

## Види сюрікенів
У сюрікендзюцу застосовуються різні типи метальних снарядів:
- Бо-сюрікен (棒手裏剣) — металеві стрижні довжиною 10–20 см.
- Хіра-сюрікен (平手裏剣) — пласкі зіркоподібні метальні диски (часто з 4, 6 або 8 лезами).

## Техніки метання
Сюрікенджутсу включає різноманітні методи метання:
- пряме метання (з обертанням чи без),
- метання з прихованих позицій,
- метання на різні дистанції (ближні та середні),
- метання кількох сюрікенів одночасно.

## Сучасний стан
Сьогодні сюрікендзюцу продовжують вивчати ентузіасти бойових мистецтв у межах традиційних шкіл рю, а також у деяких сучасних напрямках, таких як ніндзюцу (наприклад, Bujinkan) або спеціалізованих школах, таких як Meifu Shinkage Ryu. 
В Японії діє низка обмежень щодо володіння та використання сюрікенів через законодавство про холодну зброю.

## Відомі школи сюрікендзюцу
- Negishi Ryu
- Meifu Shinkage Ryu
- Togakure Ryu
- Katori Shinto Ryu